# Четыре времени года (шахматы)
Четыре времени года (исп. Ajedrez Cuatro Estaciones) — шахматная игра эпохи средневековья для четырёх игроков. Играется на доске 8×8 между игроками проведены линии для того, чтобы игроки знали в каком направлении им двигаться.

## Описание
Общее описание и правила опубликованы на староиспанском языке в «Libro de los Juegos». Предположительно появились в XIII веке, на основе шатранджа.